# Sredněkolymsk

Sredněkolymsk (rusky Среднеколы́мск, jakutsky Орто Халыма) je malé město v republice Sacha v Ruské federaci. Leží na levém břehu Kolymy v Kolymské nížině zhruba 1500 kilometrů na severovýchod od Jakutska. V roce 2010 žilo v Sredněkolymsku 3 525 obyvatel.